# Grande Loge féminine de Memphis-Misraïm
La Grande Loge féminine de Memphis-Misraïm (GLFMM) est une obédience maçonnique française créée en 1981, elle est exclusivement féminine.

## Historique
Créée par sa fondatrice, la sœur Julienne Bleïer, cette obédience est issue de la fondation des loges Hator en 1965 et Le Delta en 1971, elle est constituée en 1981,. Son successeur en tant que grand maître général fut la sœur Claude Darche, qui rendit obsolète le titre de grand maître général, prit le titre de grand maître en 2005 et donna aux  grandes loges égyptiennes d'Amérique latine leur indépendance. Cette obédience est  membre du groupe d'obédiences dit « la maçonnerie française  ». 1 000 adhérentes, 50 loges réparties en France y compris les  DOM-TOM, Belgique, Suisse, Italie

## Direction de l’obédience
L'obédience est dirigée par un membre élu au suffrage universel, il porte le titre de grand-maître. Depuis sa fondation ces dirigeantes sont : 
- Julienne Bleier 1981-2002
- Claude Darche 2002-2006
- Bernadette Cappello 2006-2012
- Nicole François 2012-2013
- Dominique Palfroy 2013-2016
- Claude Vial 2016-2017
- Eléonore Lecocq 2017-2021
- Annick Wierel 2021-2024
- Michelle Autès